# Quadrangle Meskhent Tessera
El quadrangle Meskhent Tessera és un dels 62 quadrangles definits per la cartografia de Venus aprovats per la Unió Astronòmica Internacional.
En els mapes a escala 1 / 5.000.000 (identificat amb el codi V-3) inclou la porció de la superfície de Venus situada en latitud d'entre 50º a 75° N, i longitud entre 60º a 120° E.
Deu el seu nom a la Fortuna Meskhent.

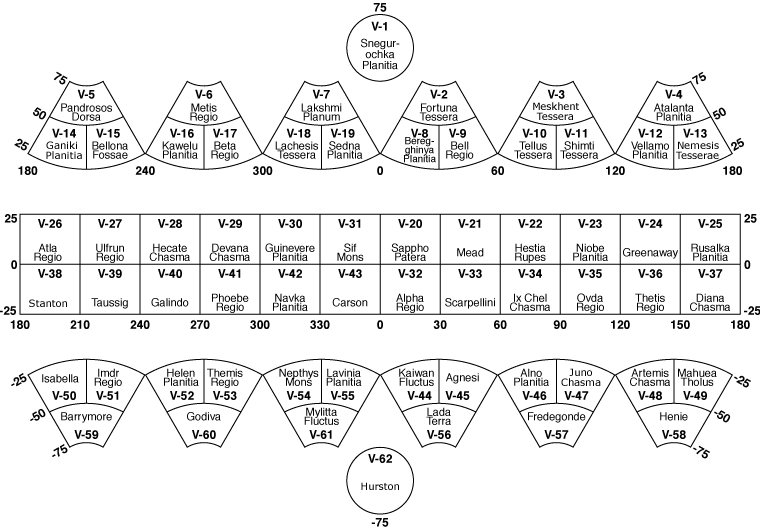
Quadrangles de Venus per a mapes a escala 1/5.000.000